# Uramba maculata
Uramba maculata là một loài chân đều trong họ Porcellionidae. Loài này được Ferrara miêu tả khoa học năm 1973.